# Headbangande
Headbangande (engelska: headbanging) är en dansrörelse. Den innebär att man rör/"slänger" huvudet upp och ner, ofta i samband med lyssnande av hårdrock och heavy metal. En annan variant att headbanga är att snurra huvudet som en "fläkt", vilket är vanligare i lite snabbare och "piskigare" metal som black metal samt death metal. Den stereotype hårdrockaren målas ofta upp som långhårig, eftersom headbangandet syns mest om personen har långt hår.

## Hälsorisker
Liksom andra sorters snabba huvudrörelser (se boxning och pisksnärtsskada) är headbangandet förknippat med en viss hälsorisk. 2011 publicerades en artikel i tidningen Neurology India, där man såg kopplingar mellan headbangande och tromboembolism i basartären. Även tidigare har forskare pekat på risken med olika sorters hjärn- och nackskador.

## Bildgalleri över headbangers

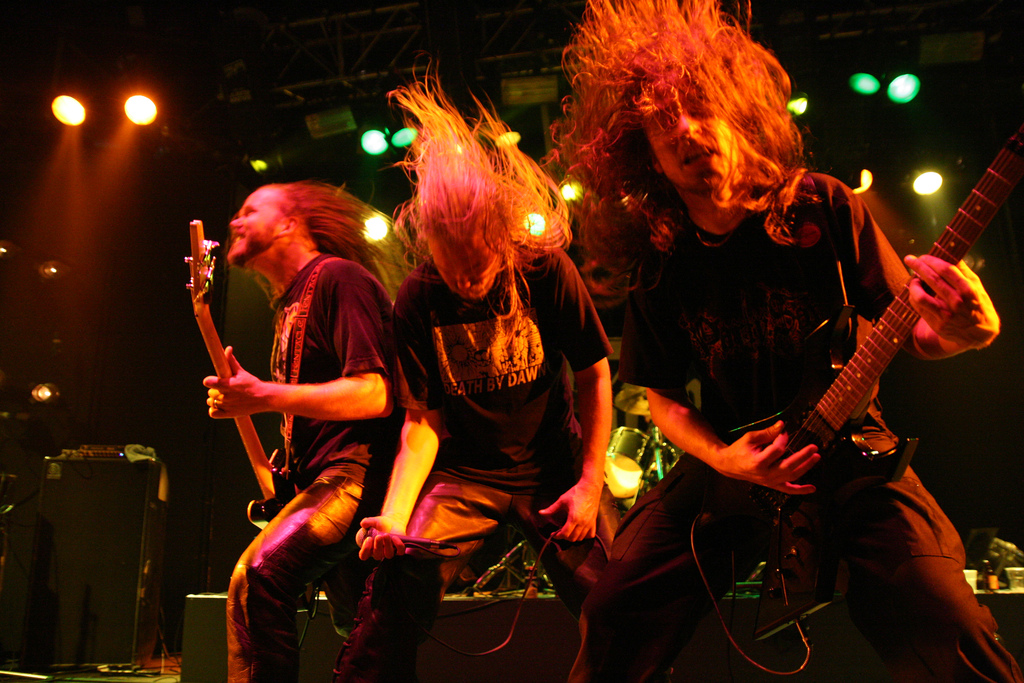
Asphyx under en konsert i London 2007.
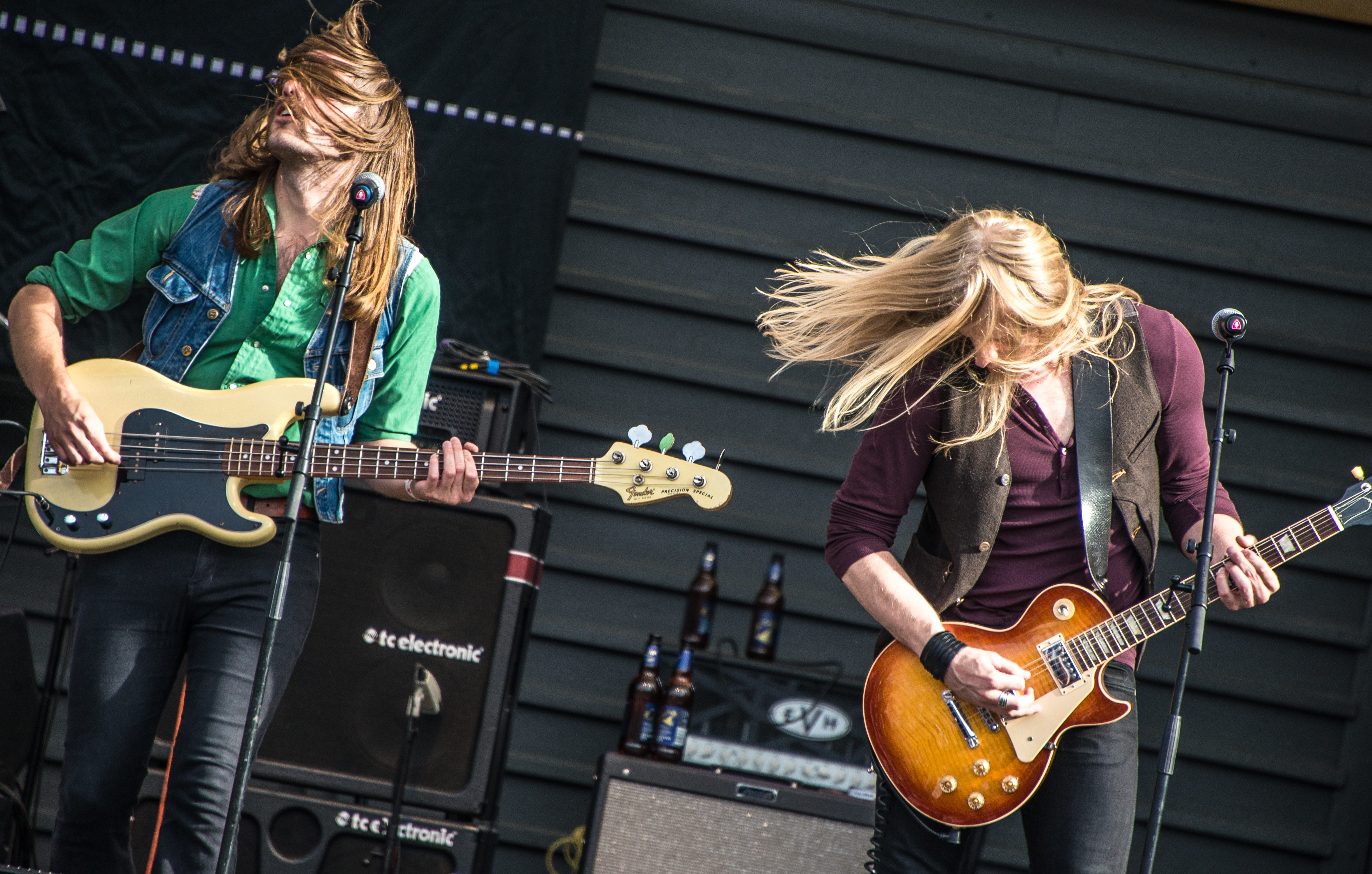
Två medlemmar ur bandet Horisont headbangar under Rockfesten i Stockholm 2017.
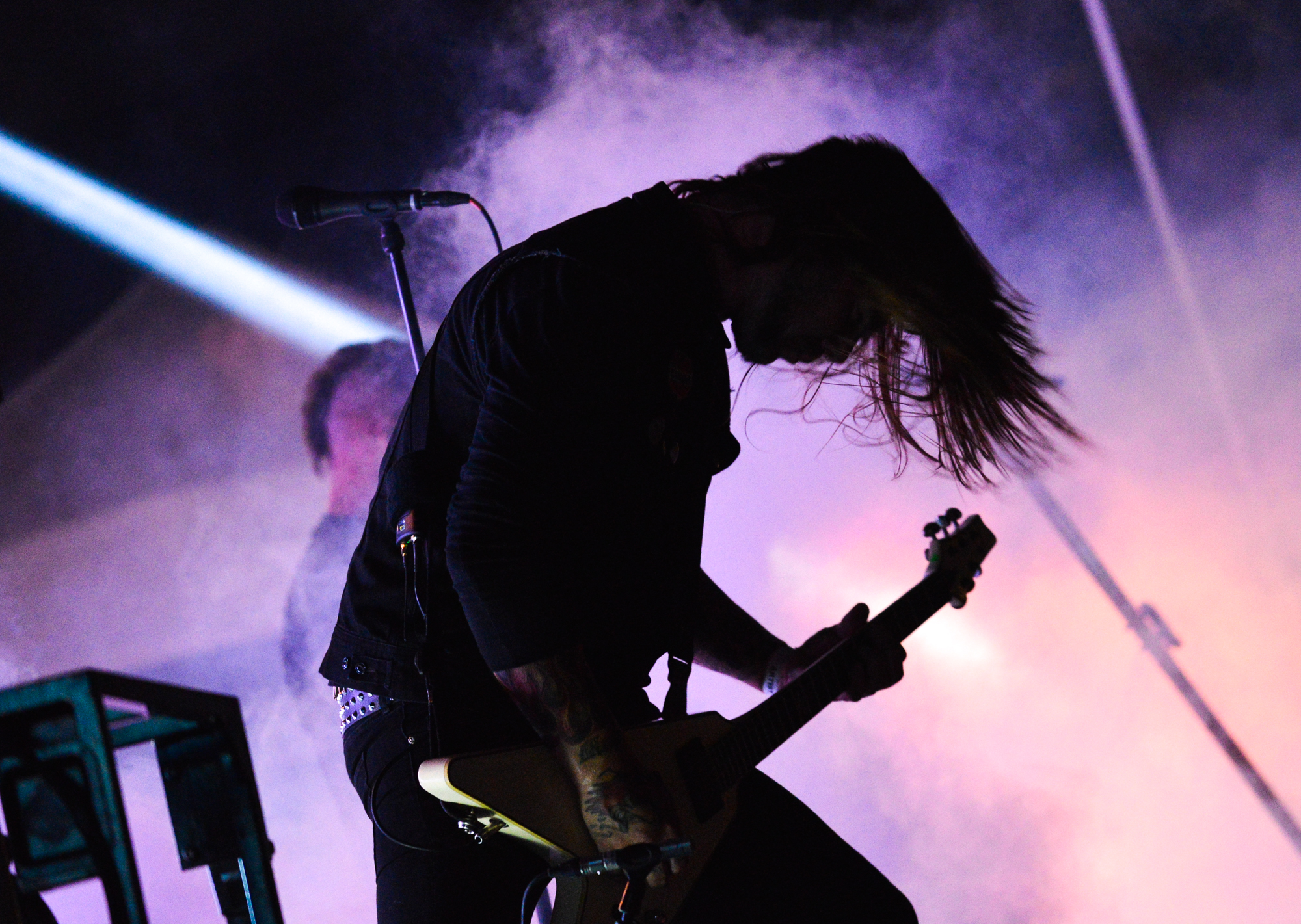
Stam Johansson i Mustasch headbangar under Rockfesten i Kungsträdgården i Stockholm 2018.
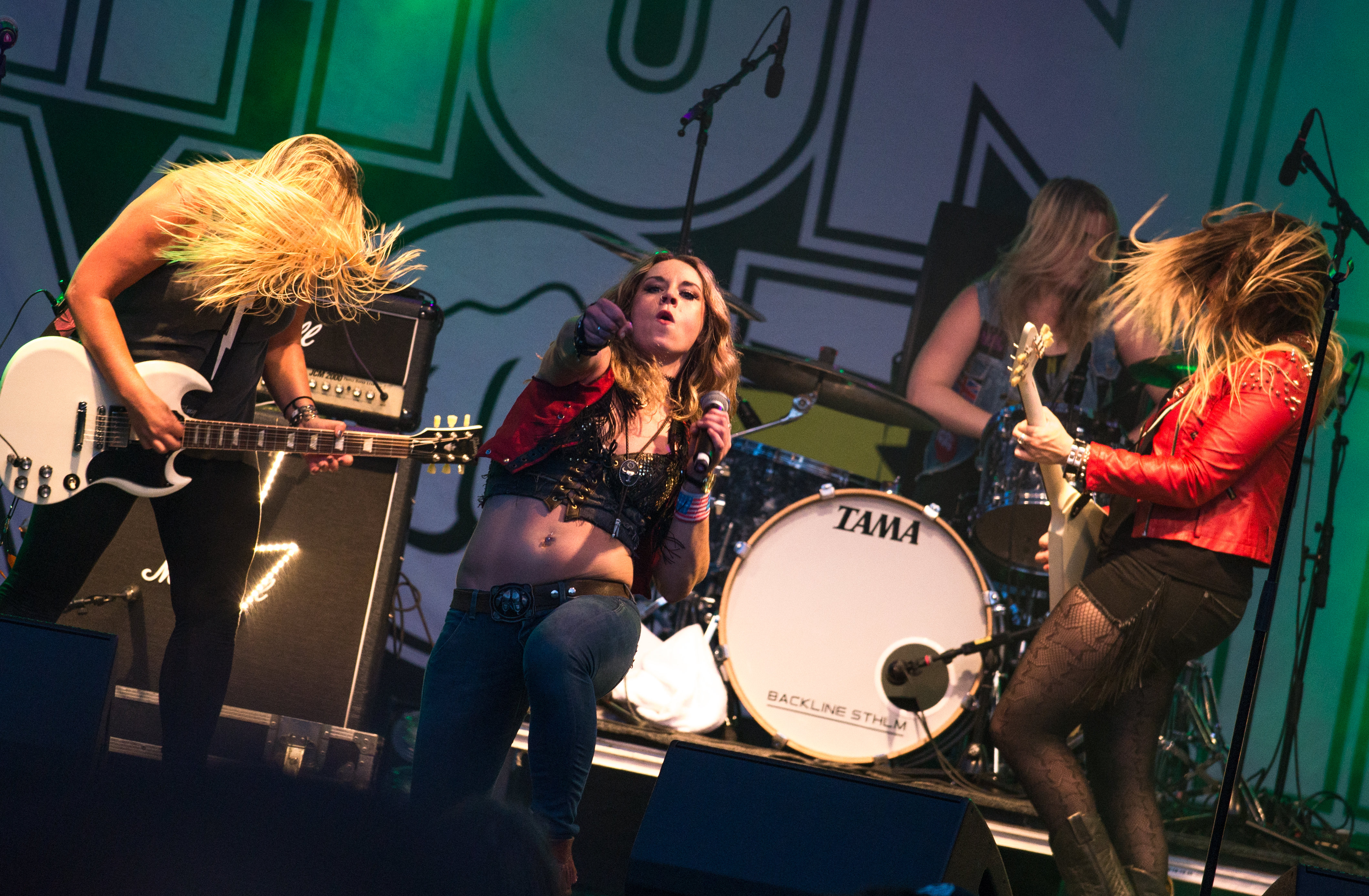
Thundermother headbangar i Stockholm 2016.
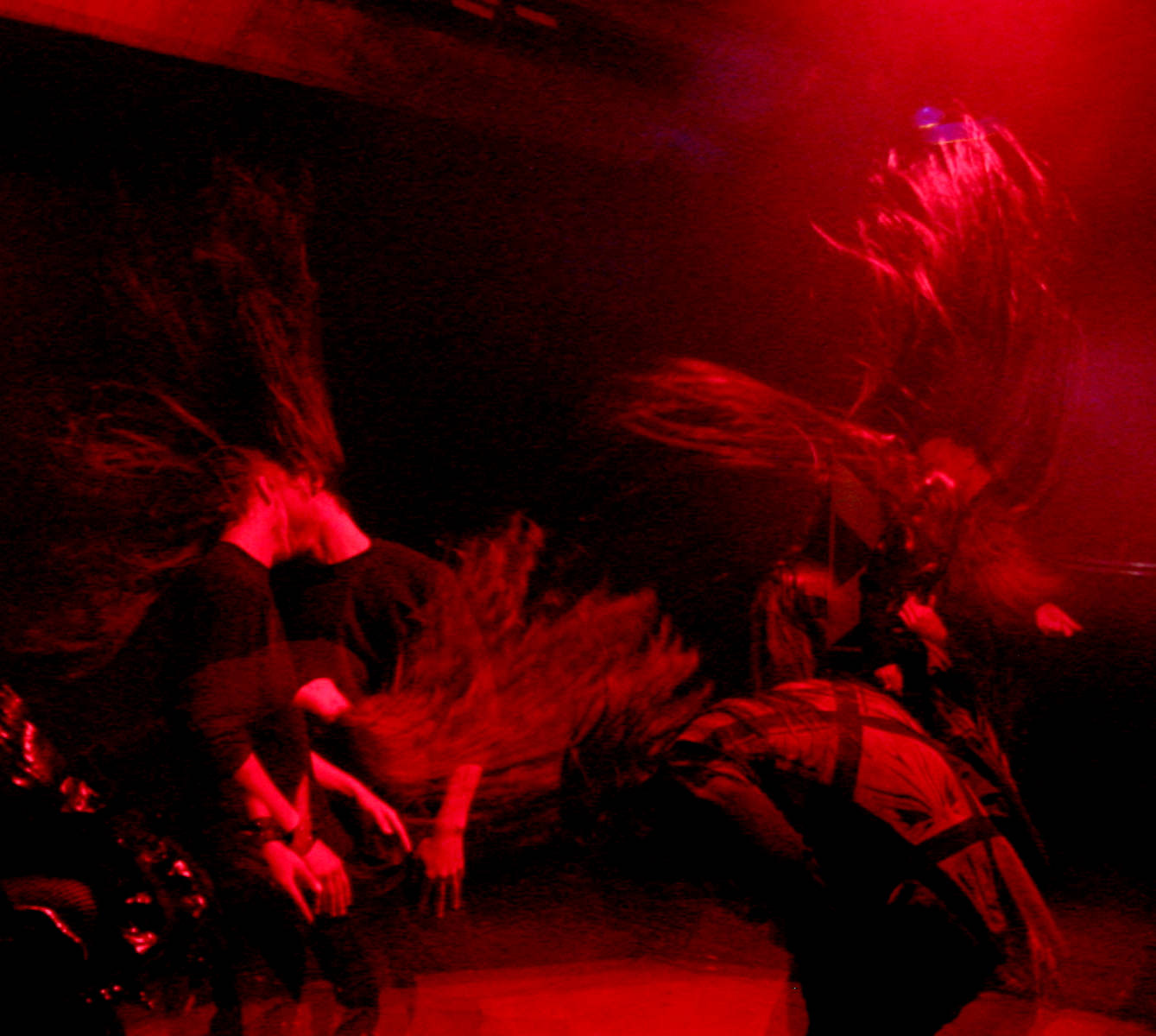
Headbangare i Johannesburg i Sydafrika 2002.